# Sils im Engadin/Segl
Sils im Engadin/Segl (em alemão: Sils im Engadin; em romanche, Seglⓘ) é uma comuna da Suíça, situada no distrito de Maloja, Cantão dos Grisões.
Com cerca de 712 habitantes, a comuna estende-se por uma área de 63,54 km², de densidade populacional de 11 hab/km². Confina com as seguintes comunas: Bivio, Chiesa in Valmalenco (IT-SO), Lanzada (IT-SO), Samedan, Silvaplana, Stampa.

## Línguas
As línguas oficiais nesta comuna são o alemão e o romanche. Em 2000, a primeira língua de 59,4% da população era o alemão, sendo o italiano a segunda língua mais frequente (15,4% dos habitantes) e o reto-romance (romanche)  a terceira língua (12,0%).
Durante o século XIX, toda a população falava o putèr, dialeto romanche da Alta Engadina. Em razão do crescente comércio com outras regiões, o uso romanche entrou em declínio. Em 1880, cerca de 68% dos habitantes tinham o romanche como primeira língua. Em 1910, esse percentual caiu para 56% e, em 1941, aumentou para 61,5%. Nos anos 1960, o alemão se tornou a língua majoritária. Apesar disso, em 2000, 33% dos habitantes   entendiam, pelo menos, o romanche.
| Línguas faladas em Sils im Engadin/Segl |            |            |            |            |            |            |
| Línguas                                 | Censo 1980 | Censo 1980 | Censo 1990 | Censo 1990 | Censo 2000 | Censo 2000 |
| Línguas                                 | Número     | Percentual | Número     | Percentual | Número     | Percentual |
| Alemão                                  | 210        | 48.39 %    | 291        | 58.43 %    | 446        | 59.39 %    |
| Romanche                                | 137        | 31.57 %    | 122        | 24.50 %    | 90         | 11.98 %    |
| Italiano                                | 67         | 15.44 %    | 71         | 14.26 %    | 116        | 15.45 %    |
| População                               | 434        | 100 %      | 498        | 100 %      | 751        | 100 %      |

## Geografia
Da área  de 63,5 km², 27,8% são utilizados para fins agrícolas, enquanto 10,2% constituem área florestada. Do restante, 1,1% do território constitui a área edificada (prédios ou estradas) e  61% constituem áreas de rios, geleiras ou montanhas.
A comuna é  constituída pela aldeia de Sils im Engadin/Segl, que é composta das seções de Sils-Maria, Sils-Baselgia, Fex e Grevasalvas.
Até 1943, sua única denominação oficial era  em língua alemã (Sils im Engadin). Naquele ano, o nome romanche, Segl, foi igualmente tornado oficial. 
Sils/Segl era originalmente dividida em duas aldeias - Sils/Segl-Baselgia e Sils/Segl-Maria - mas atualmente  ambas formam praticamente um continuum. 
Está a 1802 metros de altitude, numa planície no vale da Alta Engadina, entre dois lagos - o Sils e o Silvaplana - com declives acentuados de cada lado, ao pé do Piz Corvatsch  e do Piz da la Margna, na Cordilheira Bernina, abaixo do Val Fex. A planície é ocupada por pastagens; as encostas íngremes são densamente florestadas.

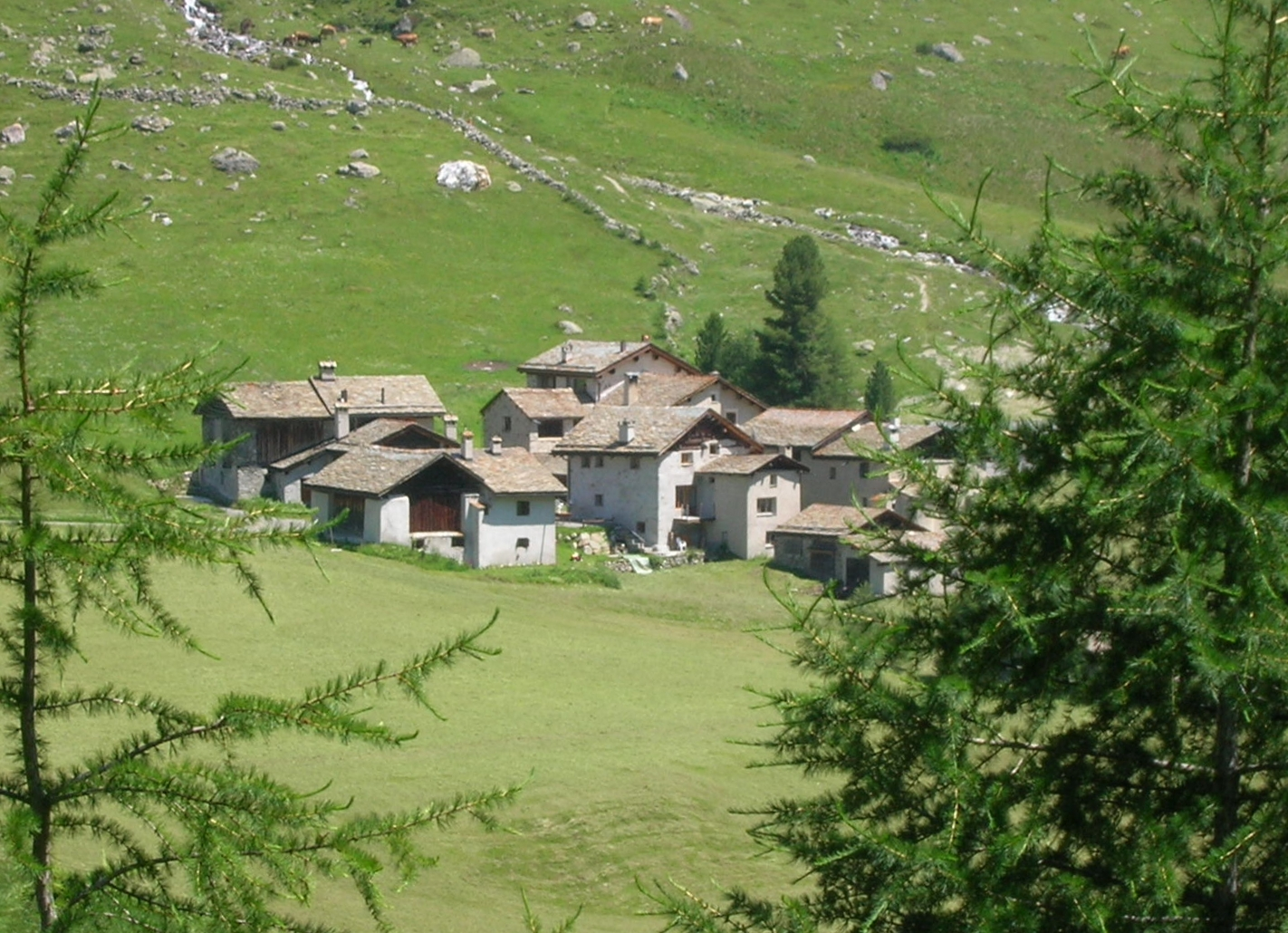
O vilarejo de Platta no Val Fex, comuna de Segl.

A comuna de Sils compreende as seguintes frações:
- Sils/Segl Baselgia, assim chamada por causa da antiga igreja (baselgia em romanche) de San Lorenz, circundada por um pequeno cemitério; nesse centro está a Biblioteca;
- Sils/Segl Maria, sede comunal, onde se encontram a casa de Nietzsche e o Museu Robbi, dedicado a Andrea Robbi, pintor local morto em 1945);
- Val Fex, vale que começa na cordilheira Bernina e vai até Sils Maria; esta é fechada ao tráfego de veículos  e é rica de construções típicas da região;
- Plaun da Lej, situada no meio do caminho entre Maloja e Sils Baselgia, na margem direita do lago de Sils.

O núcleo principal é composto de Sils Baselgia e Sils Maria, embora também existam os núcleos rurais de Grevasalvas, Blaunca e Buaira.

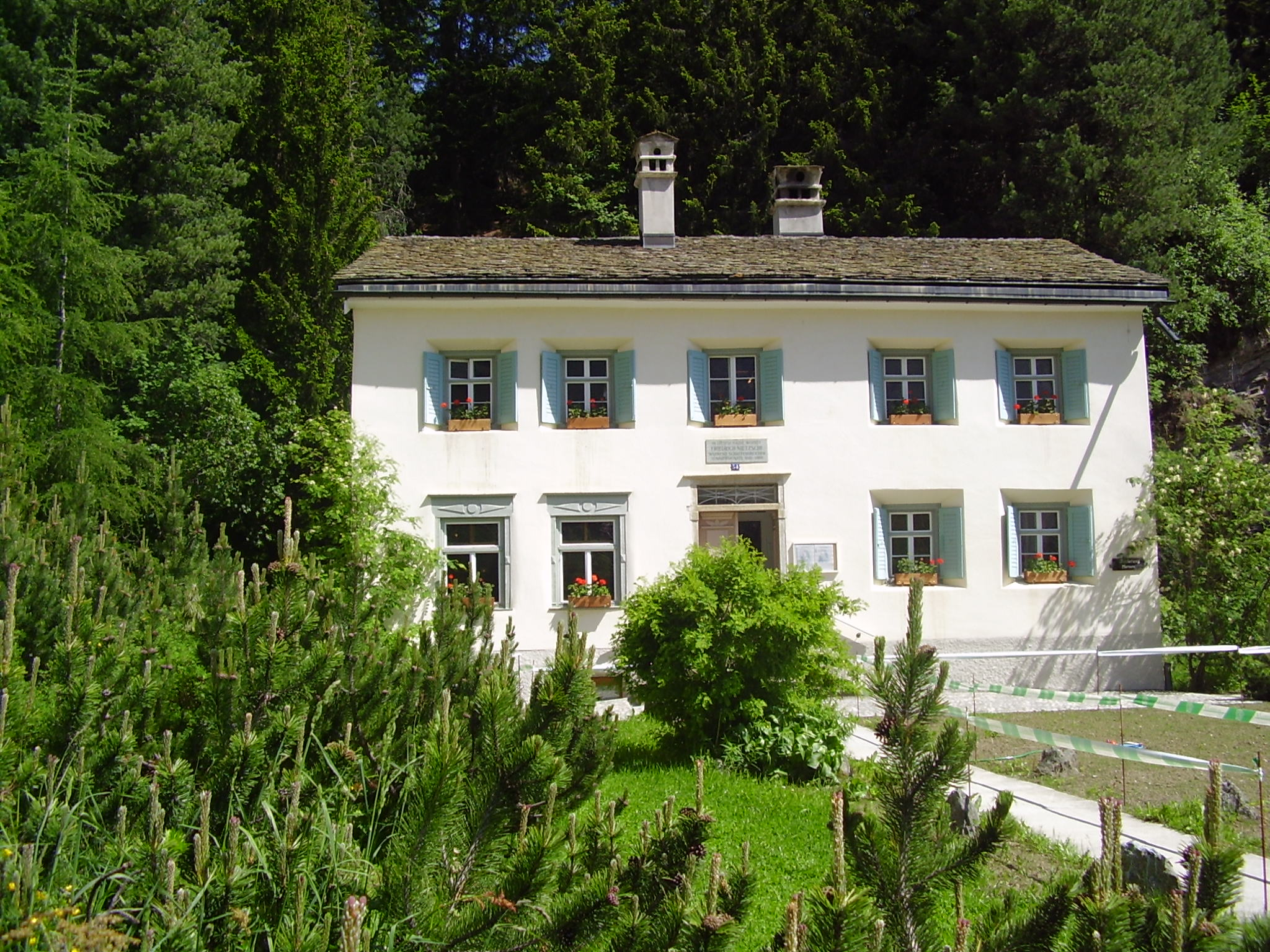
A casa de veraneio de Nietzsche, em Sils, atualmente um museu.

O filósofo Friedrich Nietzsche passou o verão em Sils, em 1881 e também no período de 1883 a 1888. A casa em que ele ficava tornou-se um pequeno museu (Nietzsche-Haus). 